# Toshio Maeda
Toshio Maeda (前田俊夫) és un mangaka hentai japonès popular ens els anys 1980 als 90. Els treballs de Maeda inclouen els ben coneguts La Blue Girl, Demon Beast Invasion, i Urotsukidoji. Els treballs de Maeda presenten amb freqüència a dones joves molestades per monstres multitentaculars, i se li acredita per la proliferació del gènere de sexe tentacular.
En les seues obres sol combinar erotisme amb terror.
El 2001 patí un accident de moto que li afectà a la mà que utilitza per a dibuixar de tal manera que es quedà limitat a escriure guions.

## Obres
- Kaiten Arashi - (開店荒らし, Kaiten Arashi)
- Ashita-e Kick Off - (明日へキックオフ, Ashita-e Kick Off) (1977), Hit Comics, 1 volum
- Evil Spirit Island - (悪霊島, Akuryô Shima) (1981), Action Comics, 2 volums
- Trap of Desire - (欲望の罠, Yokubô no Wana) (1982), Comic Pack, 1 volum
- Dance of Desire - (欲望の輪舞, Yokubô no Rinbu) (1983), Comic Pack, 1 volum
- Hell's Kiss - (地獄のキッス, Jigoku no Kiss) (1983), Joy Comics, 1 volum
- Banquet of Desire - (欲望の狂宴) (1984), Comic Pack, 1 volum
- Apocalypse of Desire - (欲望の黙示録, Yokubô no Mokushiroku) (1986), Comic Pack, 1 volum
- Urotsukidoji - (うろつき童子, Urotsukidoji) (1986), Wani Magazine Comics, 6 volums
- Fuuun Kurozukin - (風雲黒頭巾, Fuuun Kurozukin) (1987), 3 volums
- Trap of Blood - (血の罠, Chi no Wana) (1987), 6 volums
- Habu Ga Iku - (HABUが行く, Habu Ga Iku) (1987), Wani Magazine Comics, 2 volums
- Adventure Kid - (アドベンチャーKID, Adventure Kid) (1988), Wani Magazine Comics, 4 volums
- Nightmare Campus - (外道学園 Black Board Jungle, Gendô Gakuen Black Board Jungle) (1988), Tsukasa Comics, 1 volum
- Dream-Realm Child - (夢宙チャイルド, Yumechô Child) (1988), Tatsumi Comics, 1 volum
- Legend of the Superbeast - (超獣伝説, Chôkedamono Densetsu) (1988), Million Comics, 1 volum
- Meat Man Go! - (肉マンでゴー, Niku Man De Gô), (1988), Wani Books, 2 volums
- Ogre Hunting - (鬼狩り, Oni Gari) (1988), Pyramid Comics, 1 volum
- Demon Beast Invasion - (妖獣教室, Yôjû Kyôshitsu Gakuen) (1989), 2 volums
- La Blue Girl - (ラ・ブルー・ガール, La Blue Girl) (1989), Suberu Comics
- Injû no Tenshi - (淫獣の天使, Injû no Tenshi) (1989), Mens Comics, 1 volum
- Wicked Sword Necromancer - (邪聖剣ネクロマンサー, Yokoshima Seiken) (1989), Takarajima Comics, 1 volum
- Mado Senshi - (魔童戦士, Mado Senshi) (1990), Tatsumi Comics, 1 volum
- Hajikareta Hôkago - (弾かれた放課後, Hajikareta Hôkago) (1990), 1 volum
- Okkake Datenshi - (おっかけ堕天使, Okkake Datenshi) (1990), Gekiga King Comics, 1 volum
- Kikô Jinruiten BODY - (機甲人類伝BODY, Kikô Jinruiten BODY) (1991), Wani Magazine Comics, 2 volums
- Magical Sisters - (魔ジカル姉妹, Magical Shimai) (1991), 1 volum
- New Urotsukidoji - (新うろつき童子, Shin Urotsukidoji) (1993), Action Camera Comics, 2 volums
- Oni no Kotarô - (鬼の小太郎, Oni no Kotarô) (1993), Suberu Comics, 2 volums
- Rika to Jirainari - (里香と地雷也, Rika to Jirainari) (1993), Suberu Comics, 1 volum
- Ryakudatsu Toshi - (略奪都市, Ryakudatsu Toshi) (1993), Suberu Comics, 2 volums
- Korogari - (ころがり釘次女体指南, Korogari) (1996), Core Comics, 4 volums
- Pleasure Therapist - (快感セラピス, Kaikan Therapist) (1998), Kyun Comics, 1 volum
- Pleasure Salesman - (快楽仕事人, Kairaku Shigotonin) (1999), Suberu Comics DX, 1 volum